# Devin Saddle
Der Devin Saddle (bulgarisch Девинска седловина Dewinska sedlowina) ist ein über 500 m hoher Bergsattel auf der Livingston-Insel im Archipel der Südlichen Shetlandinseln. In den Tangra Mountains liegt er östlich des Levski Ridge, westlich des Delchev Ridge, 1,7 km östlich des Plovdiv Peak und 1 km westsüdwestlich des Ruse Peak. Er besetzt die Wasserscheide zwischen dem Iskar-Gletscher im Norden und dem südlich liegenden Magura-Gletscher.
Die bulgarische Kommission für Antarktische Geographische Namen benannte ihn 2002 nach der Stadt Dewin im Süden Bulgariens.